# Герои Олимпа. Пропавший герой
Герои Олимпа. Пропавший герой — роман в жанре фэнтези. В России был переведен и выпущен в 2011 году. Сюжет основан на греческой мифологии и римской мифологии. Роман является продолжением серии «Перси Джексон и Олимпийцы».
Книга получила в основном положительные отзывы и попала в список бестселлеров. Первая книга из серии «Лагерь полукровок» где повествование ведется от лица Джейсона, Пайпер и Лео.

## Разработка и продвижение
После того как писатель понял, как много греческих и римских мифов он оставил нетронутыми, а также огромный успех оригинальной серии, Риордан начал писать цикл книг «Герои Олимпа». После создания сюжетной линии, Риордан создал трех новых главных героев — Джейсона, Пайпер и Лео, — но продолжал использовать предыдущих персонажей из серий «Лагерь полукровок», таких как Аннабет Чейз, или Нико ди Анджело.
В отличие от цикла «Перси Джексон и Олимпийцы», который повествуется от первого лица Перси Джексона, цикл «Герои Олимпа» повествуется с точки зрения разных чередующихся между собой главных героев (в данной книге повествование ведётся от лица Джейсона, Пайпер и Лео). Хотя изначально было не ясно, как фанаты отреагируют на изменения, после выхода книги стало известно, что читателям нравится новый формат, так как он позволяет им узнать больше о характере каждого персонажа.

## Аннотация

### Пророчество
Земли опасайся, сын грома и молнии.
Родятся семеро – гиганты не сломлены!
Кузнец и голубка разрушат клеть,
Разгневав Геру - посеешь смерть.— Рейчел Элизабет Дэр
Объяснения:
- Появится сын Зевса (римского Юпитера) Джейсон Грейс
- Появятся гиганты, которых будет очень сложно победить, но, с помощью молний Зевса, Джейсон побеждает.
- Кузнец - Лео, голубка - Пайпер, они освободят Геру, с помощью своей силы.
- Джейсон чуть не умер от настоящего облика Геры.

Книга рассказывает о первых трёх героях из Второго Великого Пророчества: Джейсоне Грейсе (сыне римского Юпитера), получившем амнезию (благодаря богине Гере), Пайпер Маклин (дочери Афродиты) и Лео Вальдесе (сыне Гефеста). Подростки сталкиваются во время школьной экскурсии в Большом Каньоне со штормовыми духами, внезапно освобождёнными из столетнего заточения неизвестными врагами. Во время боя Джейсон узнает, что обладает хорошими бойцовыми навыками и даже умеет летать. Появившаяся Аннабет Чейз и Бутч верхом на летающей колеснице спасают ребят и отвозит в лагерь полубогов на Лонг-Айленде. Троица узнает о своем божественном происхождении и о битве с титанами в прошлом цикле. Однако, как поняла Аннабет, близится кое-что похуже войны с титанами: так она считает после исчезновения её парня Перси Джексона. Сразу же герои получают задание спасти из плена Геру, царицу богов. В ходе путешествия Джейсону и его друзьям приходится столкнуться с новыми врагами, воскрешенными таинственной женщиной, в детстве являвшейся Лео. После встречи с царем оборотней Ликаоном и Талией, Джейсон узнает о своем детстве: о рождении в семье популярной киноактрисы и о воспитании жены своего отца. Впоследствии спасения Геры троица узнает о будущих планах коварной Геи-Земли, готовящейся пробудиться, что будет означать Судный День для всей человеческой расы. Вернувшись в греческий лагерь, Джейсон полностью вспоминает своё прошлое: он — военный лидер римского лагеря полубогов, куда попал еще в раннем детстве после обучения в волчьем клане. Сам же лагерь находится в округе Марин, возле в Сан-Франциско, но удален он так сильно специально, чтобы оба лагеря забыли друг друга (при встрече друг с другом, римские и греческие полубоги всегда относятся к друг другу как к врагам). Для противостояния Земле и армии гигантов оба лагеря должны объединиться. Аннабет, Пайпер, Лео и Джейсон должны найти римлян и просить у них помощи. Для этого дети Гефеста должны построить военный корабль «Арго ll».

## Главные герои
- Джейсон Грейс — 15 лет, полубог, сын римского бога Юпитера и Берил Грейс. Младший брат Талии Грейс.
- Пайпер МакЛин — 15 лет, полубогиня, дочь Афродиты и Тристана МакЛина.
- Лео Вальдес — 15 лет, полубог, сын Гефеста и Эсперансы Вальдес.

## Выпуск книги
Роман был впервые выпущен в США 12 октября, 2010 года. Риордан заявил, что он намерен выпускать по новой книге из серии каждый год, что бы завершить серию в 2014 году.
После издания книга Пропавший герой стала бестселлером Нью-Йорк Таймс и возглавляла этот список в течение 14 недель.
Книга получила в основном положительные и смешанные отзывы от критиков и поклонников.